# YNW Melly
YNW Melly (настоящее имя — Джеймел Моррис Демонс; англ. Jamell Maurice Demons; род. 1 мая 1999, Гиффорд, Флорида) — американский рэпер, певец и автор песен. Он наиболее известен своими песнями "Murder On My Mind", "Mixed Personalities" (с участием Канье Уэста), "Suicidal" (с участием Juice WRLD) и "223's" (с участием 9lokkNine). Первым считается его прорыв, который привлёк к нему дополнительное внимание после того, как его обвинили в двойном убийстве двух коллег-рэперов из коллектива "YNW".

## Биография

### Ранняя жизнь
Родился 1 мая 1999 года в Гиффорде, штат Флорида. Его воспитывала мать-одиночка, Джейми Демонс-Кинг. Демонс-Кинг было 14 лет, когда она забеременела им, родив его в девятом классе. Позже, переехал в более бедную часть Гиффорда, его мать с трудом оплачивала жилье и предметы первой необходимости.
Демонс присоединился к банде Bloods в юном возрасте. Он начал публиковать свои песни на SoundCloud, когда ему было 15 лет. В 2017 году он был заключён в тюрьму на некоторое время по обвинению в незаконном хранении оружия и перестрелку, в которой он участвовал, когда ему было 16 лет.

### Карьера
В конце 2017 года, будучи ещё в заключении, Демонс выпустил свой первый проект, мини-альбом «Collect Call», который содержал в себе совместные композиции со многими известными исполнителями, в том числе Lil Baby и John Wicks. В 2018 году он выпустил синглы «Virtual (Blue Balenciagas)», «Melly the Menace» и «Slang That Iron». Другие синглы включают «4 Real», «Butter Pecan» и «Medium Fries». По состоянию на январь 2019 года соответствующие видеоклипы на YouTube собрали 26 миллионов, 16 миллионов и 11 миллионов просмотров.
В августе 2018 года Джеймел выпустил свой дебютный альбом «I Am You», который попал в Billboard 200 на 192 позиции.
17 января 2019 года, будучи в заключении, Демонc выпустил «We All Shine», его второй микстейп, состоящий из 16 треков. Проект включал совместные песни с Канье Уэстом и Fredo Bang. Музыкальный клип для «Mixed Personalities» с участием Канье был выпущен вместе с альбомом.
По состоянию на январь 2019 года, Демонс набрал 3,9 миллиона подписок на Spotify. Его самая популярная песня — «Murder on My Mind», которая изначально была выпущена как сингл, а затем добавлена в «I Am You.».
22 ноября 2019 года Melly выпустил дебютный студийный альбом «Melly vs. Melvin».
13 марта 2020 года Melly выпустил ремикс на свой трек «Suicidal». В ремикс был добавлен куплет покойного рэпера Juice WRLD, что сделало его третьим официальным посмертным релизом.
С марта 2021 года с помощью Kodak Black выпустил несколько синглов, а вскоре последовал второй студийный альбом Демонса «Just a Matter of Slime».

## Проблемы с законом
В первый раз Джеймела арестовали 19 октября 2015 года, он был обвинён в нападении на трёх человек возле средней школы Веро-Бич с применением огнестрельного оружия. Через год Демонса освободили условно-досрочно.
В мае 2017 года YNW Melly был арестован за нарушение условного срока и провёл несколько месяцев в тюрьме, прежде чем был освобождён в марте 2018 года.
Демонс был арестован 30 июня 2018 года в Форт-Майерсе, штат Флорида, за незаконное хранение марихуаны и оружия.
Демонс был повторно арестован 3 января 2019 года в Форт-Майерсе за незаконное хранение марихуаны.
12 февраля 2019 года Демонс был обвинен по двум пунктам в преднамеренном убийстве в связи со стрельбой в октябре 2018 года в Форт-Лодердейле, штат Флорида, в отношении двух коллег YNW, которых он назвал своими близкими друзьями, рэперов YNW Sakchaser и YNW Juvy. Власти утверждают, что Демонс вступил в сговор с коллегой-рэпером YNW Кортленом Маликом Генри (YNW Bortlen), чтобы инсценировать двойное убийство Энтони Уильямса (YNW Sakchaser) и Кристофера Томаса-младшего (YNW Juvy) и представить все так, как будто они были смертельно ранены в перестрелке из проезжавшей мимо машины.. Демонс сдался полиции 13 февраля 2019 года.
22 февраля того же года издание Complex сообщило, что Деймонс и Генри были подозреваемыми в деле о расстреле заместителя шерифа округа Индиан-Ривер.
22 апреля 2019 года сторона обвинения стала настаивать на назначение смертной казни артисту. YNW Bortlen позже был досрочно освобождён.
30 ноября 2021 года суд по делу о двойном убийстве YNW Melly был назначен на 7 марта 2022 года. Позже судебный процесс был отложен и перенесён на 23 мая 2022 года. Снова отложенный, судебный процесс был перенесён на 6 июня 2022 года.
11 апреля 2022 года был обвинён в попытке заказать убийство собственной матери.
В сентябре 2022 года был обвинён в попытке побега. Демонс якобы подговорил своего адвоката передать ему ключи от наручников, после чего планировал бежать из тюрьмы. Ранее сокамерник обвинял Джеймела в хранении самодельных бомб, но следствие выяснило, что обвинения были ложными.
6 июля 2022 года было объявлено, что Melly больше не грозит смертная казнь в случае признания его виновным. Однако 9 ноября 2022 года это решение было отменено судьёй апелляционной инстанции, что снова дало YNW Мелли право на смертную казнь в случае вынесения приговора. После получения права на участие, команда Melly попыталась отменить это решение с помощью апелляции в Верховный суд Флориды; однако эта попытка оказалась безуспешной.
Отбор присяжных для дела о двойном убийстве Melly начался 11 апреля 2023 года.  Суд над Melly начался 12 июня 2023 года.
По словам прокуроров, судебно-медицинская экспертиза и видеодоказательства указывают на то, что убийца - Демонс. На записи с камер наблюдения видно, как он садится в машину, с которой, как определили эксперты, были произведены выстрелы. Melly  утверждал, что жертвы погибли в результате перестрелки из проезжавшей мимо машины, хотя доказательства обвинения показали, что смертельные выстрелы, убившие пару, были произведены изнутри автомобиля. Демонса и Генри обвинили в том, что они припарковались, вышли из машины, затем инсценировали убийства, открыв ответный огонь по автомобилю, после чего Генри самостоятельно отвез жертв в Мемориальную больницу в Мирамаре, где они были объявлены умершими. Присяжные совещались четырнадцать часов в течение трех дней, но не смогли вынести единогласный вердикт, даже после того, как судья предъявил им обвинение Аллена, указание, которое побуждало их попытаться прийти к единогласному заключению. Судебное разбирательство было объявлено ошибочным 22 июля 2023 года, поскольку присяжные не смогли прийти к единогласному решению. Новая дата судебного разбирательства была назначена на 2 октября 2023 года, но позже была перенесена на 9 октября 2023 года.
В январе 2024 года судебный процесс был приостановлен на неопределенный срок после того, как постановление судьи об исключении рекламного видеоролика о жизни Мелли из доказательств побудило прокуроров подать апелляцию.

## Дискография

### Студийные альбомы
| Название                 | Детали                                                                      | Высшая позиция в чартах | Высшая позиция в чартах | Высшая позиция в чартах |
| Название                 | Детали                                                                      | US                      | US R&B/ HH              | CAN                     |
| ------------------------ | --------------------------------------------------------------------------- | ----------------------- | ----------------------- | ----------------------- |
| «Melly vs. Melvin»       | - Релиз: 22 ноября 2019 - Лейбл: 300 - Формат: Цифровая загрузка, стриминг  | 8                       | 3                       | 17                      |
| «Just a Matter of Slime» | - Релиз: 13 августа 2021 - Лейбл: 300 - Формат: Цифровая загрузка, стриминг | 11                      | 5                       | 44                      |
| Young New Wave           | Релиз: 19 апреля 2024 Лейбл: YNW4L Формат: Цифровая загрузка, Стриминг      | -                       | -                       | -                       |

### Микстейпы
| Название     | Детали                                                           | Высшая позиция в чартах | Высшая позиция в чартах | Высшая позиция в чартах | Сертификации    |
| Название     | Детали                                                           | US                      | US R&B/ HH              | CAN                     | Сертификации    |
| ------------ | ---------------------------------------------------------------- | ----------------------- | ----------------------- | ----------------------- | --------------- |
| I Am You     | - Релиз: 3 августа 2018 - Лейбл: 300 - Формат: Цифровая загрузка | 20                      | 12                      | 18                      | - RIAA: золотой |
| We All Shine | - Релиз: 17 января 2019 - Лейбл: 300 - Формат: Цифровая загрузка | 27                      | 17                      | 56                      |                 |

### Синглы

#### В качестве ведущего исполнителя
| Название                                     | Год  | Высшая позиция в чартах | Высшая позиция в чартах | Высшая позиция в чартах | Высшая позиция в чартах | Высшая позиция в чартах | Высшая позиция в чартах | Высшая позиция в чартах | Сертификации           | Альбом             |
| Название                                     | Год  | US                      | US R&B/HH               | AUS                     | CAN                     | NZ                      | SWE                     | UK                      | Сертификации           | Альбом             |
| -------------------------------------------- | ---- | ----------------------- | ----------------------- | ----------------------- | ----------------------- | ----------------------- | ----------------------- | ----------------------- | ---------------------- | ------------------ |
| «Legendary (Remix)» (при участии John Wicks) | 2017 | —                       | —                       | —                       | —                       | —                       | —                       | —                       |                        | Collect Call       |
| «Catching Feelings»                          | 2017 | —                       | —                       | —                       | —                       | —                       | —                       | —                       |                        | Collect Call       |
| «772 Love»                                   | 2017 | —                       | —                       | —                       | —                       | —                       | —                       | —                       |                        | Collect Call       |
| «Florida Water» (при участии J Green)        | 2017 | —                       | —                       | —                       | —                       | —                       | —                       | —                       |                        | Collect Call       |
| «Melly the Menace»                           | 2018 | —                       | —                       | —                       | —                       | —                       | —                       | —                       |                        | Collect Call       |
| «Virtual (Blue Balenciagas)»                 | 2018 | —                       | —                       | —                       | —                       | —                       | —                       | —                       | - RIAA: платиновый     | I Am You           |
| «Slang That Iron»                            | 2018 | —                       | —                       | —                       | —                       | —                       | —                       | —                       |                        | I Am You           |
| «Whodie»                                     | 2018 | —                       | —                       | —                       | —                       | —                       | —                       | —                       |                        | Внеальбомный сингл |
| «Murder on My Mind»                          | 2018 | 14                      | 7                       | 57                      | 9                       | 18                      | 39                      | 20                      | - RIAA: 3 × платиновый | I Am You           |
| «4 Real»                                     | 2018 | —                       | —                       | —                       | —                       | —                       | —                       | —                       |                        | I Am You           |
| «Butter Pecan»                               | 2018 | —                       | —                       | —                       | —                       | —                       | —                       | —                       | - RIAA: золотой        | We All Shine       |
| «Medium Fries»                               | 2018 | —                       | —                       | —                       | —                       | —                       | —                       | —                       |                        | Внеальбомный сингл |
| «Till the End» (при участии Skooly)          | 2018 | —                       | —                       | —                       | —                       | —                       | —                       | —                       |                        | Внеальбомный сингл |
| «Freddy Krueger» (при участии Tee Grizzley)  | 2018 | —                       | —                       | —                       | —                       | —                       | —                       | —                       | - RIAA: золотой        | Внеальбомный сингл |
| «223’s» (при участии 9lokkNine)              | 2019 | 34                      | —                       | 56                      | 27                      | 38                      | 94                      | 69                      |                        | Внеальбомный сингл |

#### В качестве приглашённого исполнителя
| Название                                                                             | Год  | Альбом           |
| ------------------------------------------------------------------------------------ | ---- | ---------------- |
| «Pull Up» (Lil Keed при участии Lil Uzi Vert и YNW Melly)                            | 2019 | Long Live Mexico |
| «Young Grizzley World» (Tee Grizzley при участии A Boogie wit da Hoodie и YNW Melly) | 2019 | Scriptures       |
| «100 Shells» (Yung Bans при участии YNW Melly)                                       | 2019 | Misunderstood    |
| «Dying For You» (YNW BSlime при участии YNW Melly)                                   | 2019 | Baby Goat        |

### Другие песни в чартах
| Название                                                   | Год  | Высшая позиция в чартах | Высшая позиция в чартах | Высшая позиция в чартах | Высшая позиция в чартах | Высшая позиция в чартах | Высшая позиция в чартах | Высшая позиция в чартах | Высшая позиция в чартах | Сертификации       | Альбом                 |
| Название                                                   | Год  | US                      | US R&B/HH               | AUS                     | CAN                     | NOR                     | NZ Hot                  | SWE                     | UK                      | Сертификации       | Альбом                 |
| ---------------------------------------------------------- | ---- | ----------------------- | ----------------------- | ----------------------- | ----------------------- | ----------------------- | ----------------------- | ----------------------- | ----------------------- | ------------------ | ---------------------- |
| «Mixed Personalities» (при участии Канье Уэста)            | 2019 | 42                      | 19                      | —                       | 51                      | —                       | —                       | —                       | 97                      | - RIAA: платиновый | We All Shine           |
| «6 Kiss» (Trippie Redd при участии Juice WRLD и YNW Melly) | 2019 | 60                      | 28                      | —                       | 64                      | —                       | 15                      | —                       | —                       |                    | A Love Letter to You 4 |
| «Suicidal»                                                 | 2019 | 34                      | 16                      | 65                      | 30                      | 29                      | 5                       | 71                      | 37                      |                    | Melly vs. Melvin       |
| «Bang Bang»                                                | 2019 | —                       | —                       | —                       | —                       | —                       | 28                      | —                       | —                       |                    | Melly vs. Melvin       |